# Majd al-Din Isa al-Zahir
Majd al-Din Isa al-Zahir (+1407), fou un emir ortúkida de Mardin, fill i successor de Fakhr al-Din Dawud II al-Muzaffar el 1376. A les cròniques mogoles se l'esmenta com Aissa o Aiza.
El 1393 estant Tamerlà a Mossul, va arribar un ambaixador del príncep ortúquida de Mardin, Aiza, que li oferia la seva submissió i serveis. Els primers dies de gener de 1394 Tamerlà va arribar a les rodalies de Mardin i va enviar un missatge al príncep perquè s'unís al seu exèrcit amb les seves tropes per un eventual atac a Síria i Egipte. Però Aiza no es va presentar i Timur el va considerar rebel. El 6 de febrer de 1394 Timur va retornar cap a Mardin. El 8 de febrer el príncep Aiza va sortir de Mardin i es va postrar als peu de Timur al que portava diversos regals i se’n va sortir prou be ja que Timur el va deixar marxar sense haver explicat la causa de no haver acudit a la crida de Timur. Aiza de Mardin va acceptar el pagament del tribut imposat i del rescat normal per les ciutats que no es rendien. Quan els soldats de Timur van entrar a la ciutat per recaptar les quantitats, grups de joves els van escridassar. Timur va fer una investigació i segons ell mateix va afirmar, Aiza havia sortit de la ciutat però havia instigat al seu germà i altres caps a no deixar les armes i a no entregar la ciutat de cap manera i a no obeir cap ordre arribada de Timur o els seus comandants. Timur va pensar d'assetjar la plaça però va desistir perquè no hi havia herba pels cavalls i pel bestiar a la zona i el hivern encara no s'havia acabat; wl dia 19 de gener va aixecar el campament i es va dirigir cap a les muntanyes.
L'11 d'abril de 1394 Timur va sortir de Mossul cap a Mardin. Miran Shah va passar al davant amb l'avantguarda i va assolar els camps i les muntanyes de la regió de Mardin. El 22 d'abril Timur va arribar davant de Mardin i va instal·lar les tendes per assetjat la ciutat. L'endemà es va donar l'ordre d'assalt i aquest fou tan impetuós que en poques hores van tenir la ciutat dominada i els assetjats es van refugiar a la fortalesa de Kuh (“La Muntanya”) situada al cim d'una muntanya; a la ciutat es va fer un gran botí; molts nois i noies foren agafats per esdevenir esclaus i es van recollir milers de cavalls, camells i bestiar; els botí es va posar al peu de la fortalesa per desmoralitzar als assetjats. La fortalesa tenia com únic accés un camí on hi havia una font que donava aigua suficient per fer girar un moli; l'aigua sobrant baixava per avall; algunes vegades la fortalesa s'ha anomenat Castell Blanc (Kala Shahba). Hi va haver un primer atac que no va reeixir i l'endemà un altre en el que es van fer alguns presoners que havien quedat fora de la fortalesa sense temps a entrar i s'havien protegit en arcades de la muntanya. Ja no es va haver de fer res mes perquè els assetjats van demanar la treva per rendir-se. Timur va tornar al campament i mentre els assetjats van anar sortint de la fortalesa amb regals per Timur (9 de cada classe segons la costum); tots van jurar fidelitat i van acceptar el pagament d'un tribu anyal. Aiza va quedar presoner. Timur no fou massa dur perquè acabava de rebre un missatge procedent de Sultaniya que li anunciava que el seu fill Shah Rukh havia tingut un fill mascle bnascut a Sultaniya el dia 11 d'abril (segons la data aportada per Yazdi) que fou anomenat Ulugh Beg. Poc després en la conquesta d'Awnik, el kara koyunlu Mazar o Misr (fill de Kara Mehmed), va acabar també presoner i Tamerlà va ordenar que Mazar i Aiza de Mardin, casos semblants, serien portats a Sultaniya i d'allí eventualment a Samarcanda.
El 1396 Tamerlà va anar a Sultaniya. Allí es va compadir del sultà de Mardin, Aiza, que portava tres anys lligat de mans i peus en una presó, i el va alliberar, li va donar una vesta i el va consolar; li va fer jurar fidelitat i llavors li va retornar el principat de Mardin (auxiliat per alguns amirs). Aiza va poder tornar a Mardin amb un diploma que li reconeixia el principat.
El 1401 Timur es va dirigir a Mardin. Allí les reines i prínceps foren reenviats carregats de regals cap a Samarcanda. També a Mardin va rebre en audiència al príncep d' Hisn Kayfa i al sultà d'Arzan i altres prínceps i senyors de la zona. A Mardin governava Aiza, al qual Timur havia tingut tres anys presoner lligat de peus i mans i l'havia perdonat però sota promesa de que sempre ajudaria a Timur com a bon vassall i si no podia personalment hi enviaria a un fill o un germà; però en la recent campanya de Síria no havia enviat cap destacament i ara, al arribar Tamerlà, no es va atrevir a comparèixer davant d'ell i es va fortificar a la fortalesa de Mardin que estava en un roc inaccessible on es podien fer alguns cultius i es disposava de fonts d'aigua; com que el setge requeria temps, Timur es va limitar a arruïnar la ciutat (la vila baixa) i els mercats i va ordenar a Kara Osman (emir ak koyunlu de Diyarbakr) de bloquejar la ciutat de manera que no pugues entrar ni sortir ningú.
El 1403 Tamerlà era a Menkul i allí el va anar a veure Aiza, príncep de Mardin. El principat no estava en gracia de Timur i el nou príncep savia que es jugava la pell; Issa/Aiza va anar a veure a Shah Rukh i va invocar la seva protecció. Shah Rukh el va introduir a presència de Timur que va acceptar perdonar-lo; i devia contribuir que va aportar el tribut dels anys deguts, que fou pagat estrictament; l'emperador li va donar una corona, una vesta reial i un cinturó amb pedres precioses; la seva filla fou promesa al príncep Abu Bakr ibn Miran Shah.
Isa va sobreviure dos anys a Tamerlà i el va succeir el seu fill Şhihab al-Din Ahmad al-Salih, darrer emir ortúkida de Mardin.